# 馬伕

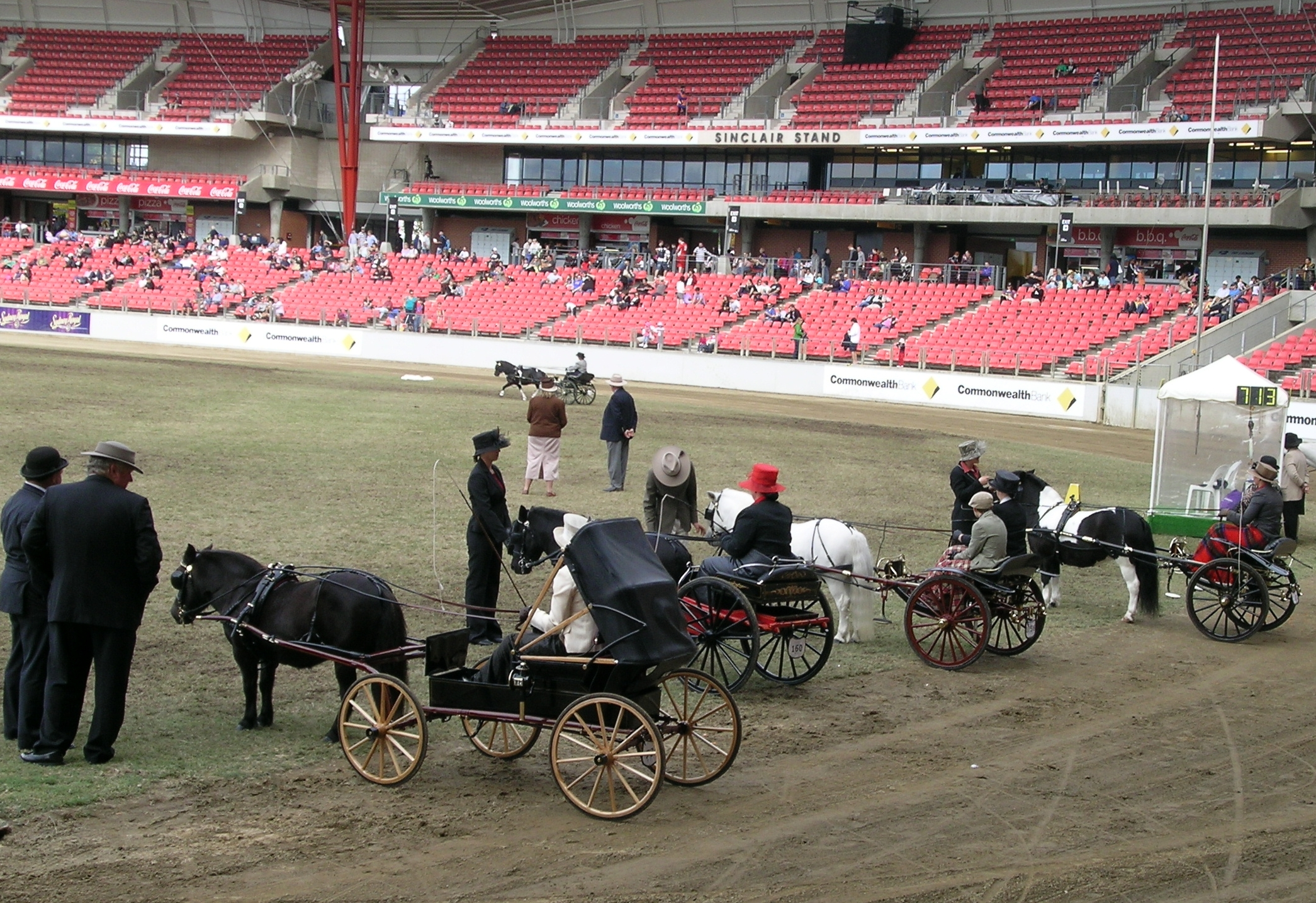
设德兰矮种马和它們的馬伕

馬伕是指负责管理马匹以及馬棚的人。这个词最常见的是指馬棚主人的雇员，不過马匹的主人也可以履行馬伕的职责，特别是當马匹主人只拥有几匹马的情况下。